# Pastorita Núñez
Pastorita Núñez (La Habana, Cuba, 27 de abril de 1921-Ciudad de La Habana, 26 de diciembre de 2010) fue una guerrillera cubana que participó en la Revolución cubana.

## Biografía
Nació el 27 de abril de 1921, en Pocito, Marianao, en la La Habana. Su madre falleció en 1926. 
En agosto de 1933, participó junto con su padre en una manifestación en contra del presidente Gerardo Machado y a sus 14 años conoció a Eduardo Chibás, líder del Partido Ortodoxo, partido en el que militó. 
Fue guerrillera en el Movimiento 26 de Julio, donde logró el grado de 1.er teniente del Ejército Rebelde y fundadora del Frente Cívico de Mujeres Martianas. 
Al triunfo de la Revolución, dirigió el Instituto Nacional de Ahorro y Viviendas, desde donde apoyó e impulsó uno de los primeros planes habitacionales del gobierno revolucionario, con la construcción de viviendas en varias ciudades. Esos barrios el pueblo los bautizó como Repartos Pastorita.
En 2000, recibió el título de Heroína Nacional del Trabajo. 
Falleció en La Habana, Cuba el 26 de diciembre de 2010 a consecuencia de una hemorragia cerebral.